# Sesalci
Sesálci (znanstveno ime Mammalia) so najvišje razviti razred vretenčarjev in s tem tudi najbolj razvite živali. Od ostalih živali se najbolj ločijo po tem, da imajo samice mlečne žleze, ki izločajo mleko, s katerim hranijo mladiče. Imajo štiriprekatno srce in so toplokrvni.
Delimo jih na tri skupine:
- prasesalce – stokovce (kljunaši, kljunati ježki)
- vrečarje – (npr. kenguruji)
- višje sesalce oz. placentalne sesalce (npr. kopitarji, zajci, opice, človek, ...)

Sesalci so ena najuspešnejših in najvišje razvitih živalskih skupin. 

## Zgodovina
Njihovi neposredni predniki so zverozobci (Therapsida), izumrli plazilci, ki so živeli na Zemlji že v permu, tj. proti koncu starega zemeljskega veka (paleozoik). V juri (sredi srednjega zemeljskega veka ali mezozoika) so se iz njih že razvili prvi starinski sesalci. Proti koncu mezozoika so se že razvili vrečarji (Marsupialia) in prvi placentalni sesalci (Eutheria). Šele v kenozoiku, pred približno 65 milijoni leti se je pričel bujen razvoj sesalcev. Danes živeči redovi so se prvič pojavili v eocenu, družine v olicigenu, rodovi pa v pliocenu. Vrste sesalcev, kakršne poznamo danes, so se razvile šele v ledenih dobah (pleistocen), tj. pred manj kot dvema milijonoma let. 
Danes se med sesalce po oceni uvršča 4170 vrst. Število vrst sesalcev še ni končno, saj se vedno odkrivajo nove vrste. S sodobnimi raziskovalnimi metodami tako celo v Evropi vedno znova naletimo na nove vrste.

## Značilnosti sesalcev
Njihove osnovne značilnosti so:
- mati koti žive mladiče
- mladiči sesajo mleko pri materi
- imajo stalno telesno temperaturo
- koža je pokrita z dlako (to velja za kopenske sesalce)
- imajo štiri prekatno srce
- imajo sklenjen krvni obtok skozi jetra

### Zgradba telesa
Lobanja sesalcev je sestavljena iz velikega števila kosti, ki so med seboj precej ohlapno povezane. Pri sesalcih začno nekatere kosti izginjati, preostale pa se združijo v močno pokostenelo lobanjo. 
Sesalci se od drugih vretenčarjev razlikujejo po zgradbi lobanje. Spodnja čeljustnica se pripenja neposredno na lobanjo, medtem ko imajo drugi vretenčarji vmes še najmanj eno kost. Za sesalce je značilno tudi specializirano zobovje. Razlikujemo tri vrste zob:
- sekalce
- podočnike
- kočnike (meljake in predmeljake).

Velikost in oblika posameznih zob je odvisna od vrste prehrane. Obe čeljusti omogočata s takšnim zobovjem učinkovito mehansko obdelavo hrane, s tem pa njeno boljšo izrabo.

### Dlaka
Sesalci so evolucijsko gledano, zelo blizu plazilcem, vendar so v razvoju naredili nekaj pomembnih korakov, ki jim dajejo v boju za obstanek številne prednosti. Luske plazilcev je pri sesalcih zamenjala dlaka, ki učinkoviteje varuje telo pred oddajanjem toplote. 
Sesalci so edine živali, porasle z dlako. Dlako tvori tulec odmrlih celic, ki je okrepljen s posebno beljakovino - keratinom. Dlaka je lahko tudi v obliki:
- srsti (brkov) (ježevec),
- bodic (jež),
- rogov (nosorog)
- lusk (pasavec).

Dlaka, ki sestavlja kožuh je iz mehke podlanke in daljših krovnih dlak. Podlanka zadržuje toploto, krovne dlake pa varujejo kožo in podlanko. Pogosto je barva dlake varovalna. Srsti pa imajo tudi čutno vlogo.

### Razmnoževanje
Sesalce glede na razmnoževanje delimo v tri skupine:
- Stokovci, kamor uvrščamo kljunaša in kljunate ježke, ležejo jajca.
- Vrečarji kotijo žive mladiče, vendar še nimajo prave posteljice. Mladiči so precej nebogljeni in pri nekaterih vrečarjih preživijo zgodnje obdobje v kožnati vreči, ki je na zunanji strani telesa.
- Višji sesalci kotijo žive mladiče. Zarodek se razvija v maternici.

Ko se mladič skoti, ga mati še nekaj časa hrani z mlekom, izločkom posebnih mlečnih žlez. Število mladičev v leglu niha med posameznimi vrstami. Brejost traja od 12 dni do 22 mesecev.

### Uravnavanje telesne temperature
Za sesalce in ptice je značilna stalna telesna temperatura, zato so lahko dejavni tudi pri skrajno nizkih ali visokih temperaturah. To je sesalcem omogočilo, da so naselili vsa glavna življenjska okolja. Poseben predel možganov (hipotalamus) nadzira telesno temperaturo in jo uravnava z zviševanjem ali nižanjem celične presnove, širjenje ali oženjem krvnih žil, ki prenašajo toploto iz notranjosti telesa proti površini. Pomembna je tudi barva dlake. Temne barve vpijajo toploto, svetle pa jo odbijajo. Nekateri sesalci dobijo v snegu belo dlako ali pa ostanejo beli vse leto.

### Zimsko spanje
Mnogi sesalci v hladnem letnem času varčujejo z energijo, tako da zapadejo v zimsko spanje. Telesna temperatura in presnova se jim močno znižata. V takšnem stanju se postijo, živijo pa na račun nakopičenih maščobnih zalog. Večji sesalci (medved) ne pozna pravega zimskega spanja, saj ostaja njihova telesna temperatura visoka in se zato tudi hitro prebudijo.

### Prehranjevanje
Za vzdrževanje stalne telesne temperature je potrebno veliko energije, ki jo sesalcem zagotovi izdatna hrana. Mesojedi plenijo (zveri in žužkojedi), rastlinojedi pa se hranijo z rastlinami. Vsejedi uživajo rastlinsko in živalsko hrano.

### Razum
Veliki možgani so se pri sesalcih izredno razvili. Najbolj se je povečala skorja velikih možganov, v kateri so asociacijska središča. Veliki možgani so postali središče nadzora nad vsem organizmom. Vedenje sesalcev je bilo zato vse manj stereotipno, vse večjo vlogo pa je prevzemalo učenje.

### Družbeni odnosi
Sesalci se sporazumevajo z vonjalnimi sporočili, ki jih izločajo iz žlez. Sporazumevajo se tudi z dotiki, zapletena sporočila pa si izmenjujejo tudi z glasovi. Vključevanje v skupnost se začne že ob rojstvu. Nekateri sesalci pridejo v stik z vrstniki samo med parjenjem in ob vzreji zaroda, številni pa se družijo v začasne ali trajne skupnosti.

## Življenjski prostor
Danes poseljujejo sesalci skoraj celotno površje Zemlje, le notranjost Antarktike je brez njih. Živijo v vseh mogočih habitatih, od ekvatorialnega deževnega gozda, do savan, step, brezvodnih puščav, sredozemskih zimzelenih gozdov, listopadnih, mešanih in iglastih gozdov, do tundre ter celo večnega snega in ledu. Srečamo jih ob vseh vodah, od majhnih potokov in mlak, do velikih rek, obalnega morja in odprtih svetovnih morij. Nekateri sesalci dobro plezajo po drevju ali skalah, se izredno hitro gibljejo po odprtih terenih ali se spretno plazijo po gosti podrasti. Nekateri sesalci so se privadili živeti skupaj s človekom, še enim sesalcem, ki pa je med vsem svojim sorodstvom najuspešnejši in najprilagodljivejši.

### Vodni sesalci
Tri skupine sesalcev so se prilagodile življenju v vodi - kiti, plavutonožci in morske krave. Zanje je značilno hidrodinamično telo, pod vodo pa lahko vzdržijo dolgo časa. Kjub temu morajo priti na površino po zrak.

### Gibanje
Sesalci živijo v različnih okoljih in so razvili tudi raznovrstne oblike gibanja. Najpogostejša je štirinožna hoja, medtem ko je dvonožno premikanje redkejše. Glede na to kje se gibljejo jih lahko razvrstimo v tri skupine:
- leteči sesalec; edina skupina sesalcev, ki lahko aktivno letijo, so netopirji
- kopenski sesalec,
- vodni sesalec.

## Klasifikacija
Sesalci so vretenčarji in sodijo v deblo strunarjev. Zoologi si še niso enotni, v koliko redov se delijo. Prikazana je novejša različica, ki je nekoliko poenostavljena, saj vsebuje le osnovnejše taksonomske enote. V preteklosti so šteli tenreke, prave ježe, krte in rovke v skupni red žužkojedov, vrečarje pa v en red. Prav tako so plavutonožce ločevali od ostalih zveri.
- Podrazred Prototheria: Jajcerodni sesalci
  -     - Red Monotremata: Stokovci
- Podrazred Theria: Živorodni sesalci
  - Nadred Metatheria: Vrečarji
    - Red Dasyuromorphia: Zverski vrečarji
    - Red Didelphimorphia: Ameriški vrečarji
    - Red Diprotodontia: Diprotodonti
    - Red Microbiotheria
    - Red Notoryctemorphia: Krti vrečarji
    - Red Paucituberculata
    - Red Peramelemorphia: Jazbeci vrečarji

  - Nadred Eutheria: Višji sesalci
    - Red Afrosoricida: Tenreki
    - Red Carnivora: Zveri
    - Red Artiodactyla: Sodoprsti kopitarji
    - Red Cetacea: Kiti
    - Red Chiroptera: Netopirji
    - Red Cingulata: Pasavci
    - Red Dermoptera: Mrenarji
    - Red Erinaceomorpha: Pravi ježi
    - Red Hyracoidea: Pečinarji
    - Red Lagomorpha: Zajci
    - Red Macroscelidea: Rilčasti skakači
    - Red Perissodactyla: Lihoprsti kopitarji
    - Red Pholidota: Luskavci
    - Red Pilosa: Lenivci
    - Red Primates: Prvaki
    - Red Proboscidea: Trobčarji
    - Red Rodentia: Glodavci
    - Red Scandentia: Tupaje
    - Red Sirenia: Morske krave
    - Red Soricomorpha: Krti in rovke
    - Red Tubulidentata: Cevozobci